# Ixora syringiflora
Ixora syringiflora är en måreväxtart som först beskrevs av Diederich Franz Leonhard von Schlechtendal, och fick sitt nu gällande namn av Johannes Müller Argoviensis. Ixora syringiflora ingår i släktet Ixora och familjen måreväxter. Inga underarter finns listade i Catalogue of Life.